# 长青哲学
长青哲学（英語：Perennial philosophy；拉丁语：philosophia perennis），也被称作長青主義（Perennialism），是哲學和灵性领域的一種觀點。它认为世界上的各個宗教傳統都分享一個單一的、形而上的真理或起源，所有深奥的宗教知識與教義便在這樣的基礎上发展。
长青哲学源于文艺复兴时期对新柏拉图主义及其 "一 "的思想的兴趣，一切存在都源于 "一"。马尔西利奥·费奇诺（Marsilio Ficino，1433-1499 年）试图将赫尔墨斯主义与希腊和基督教思想结合起来，发现了一种可以在所有时代找到的 "永恒神学"（prisca theologia）。乔瓦尼-皮科-德拉-米兰多拉（Giovanni Pico della Mirandola，1463-94 年）提出，真理可以在许多而不仅仅是两种传统中找到。他提出了柏拉图和亚里士多德思想之间的和谐，并在阿维罗伊斯（伊本-鲁什德）、《古兰经》、卡巴拉和其他来源中看到了prisca theologia的特征。阿戈斯蒂诺-斯图科（Agostino Steuco，1497-1548 年）创造了 "长青哲学"（philosophia perennis）一词。
19世紀初期，超驗主義者將此概念普及化。19世紀末期，再由神智學協會以「智慧宗教」或「古代智慧」的名義更進一步廣為宣傳。到了20世紀，在英語世界經由阿道斯·赫胥黎的書籍《長青哲學》及一連串思想的推動而更為流行，並在新紀元運動達到高潮。

## 词语由来
这个词语第一次被使用时是由義大利學者奥古斯丁·斯图科（1497–1548）作为一篇论文的标题，《De perenni philosophia libri X》在1540年被发表。
然而, 斯图科提出了一个早就存在于的哲学传统中的理论，最直接的前辈是馬爾西利奧·費奇諾（1433–1499）与若望·皮科·德拉·米蘭多拉（1463–1494）。斐奇诺是早期现代哲学中的重要人物, 受到了各种哲学家包括亚里士多德的经院哲学与一些匿名的神秘著作的影响。斐奇诺哲学的中心是他认为有一个潜在的世界有着相同的灵魂或感情，它具有一个在意识形态的思想境界的相对应之处。柏拉图的理念和基督教神学，都体现了这个道理。斐奇诺看到了他的想法被顶尖的前柏拉图的古哲学家（包括琐罗亚斯德、赫耳墨斯·特里斯墨吉斯忒斯、奥菲斯、Aglaophemus 与 毕达哥拉斯）作为长期发展的哲学真理。古代神学体现了真理，并且在每个时代，都对斐奇诺十分重要。